# Migrationsberatung für erwachsene Zugewanderte
Migrationsberatung für erwachsene Zugewanderte (MBE) bezeichnet in der Bundesrepublik Deutschland eine Form der Sozialberatung von Migranten. Die Migrationsberatung wurde unter der Bezeichnung Migrationserstberatung (MEB) im Jahr 2005 eingeführt, die die bis dahin getrennt durchgeführten Bundesprogramme zur Aussiedlerberatung und zur Ausländersozialberatung zusammenfasste. Im Jahr 2009 wurde das MEB-Programm in Migrationsberatung für erwachsene Zuwanderer (MBE) umbenannt. 2023 wurde im Rahmen einer neuen Förderrichtlinie die Beratung erneut umbenannt auf „Migrationsberatung für erwachsene Zugewanderte“. Aufgabe der MBE ist es, den Integrationsprozess gezielt zu initiieren, zu steuern und zu begleiten.
Neben der MBE, die sich vornehmlich an Erwachsene im Alter von 27 oder mehr Jahren richtet, bietet der Jugendmigrationsdienst speziell jungen Migranten Unterstützung und professionelle Begleitung bei der Integration.
Mit der MBE soll in Ergänzung zum Integrationskurs ein individuelles Beratungsangebot für erwachsene Neuzuwanderer (Ausländer und Spätaussiedler) geschaffen werden (Aufenthaltsgesetz: „migrationsspezifisches Beratungsangebot“). Die Zuwanderer sollen dadurch zu selbstständigem Handeln in allen Bereichen des täglichen Lebens befähigt werden. Eine gezielte Einzelfallbegleitung soll die Potenziale der Zuwanderer ermitteln sowie darauf zugeschnittene Integrationsmaßnahmen zusammenstellen und in einem Förderplan festschreiben.
Beim Case Management-Verfahren können neben schriftlichen Förderpläne auch von den Klienten mit den Beratern getroffene (weniger formelle) Zielvereinbarungen eingesetzt werden, um den Beratungsprozess zu strukturieren. Diese Zielvereinbarungen, hier auch als „Integrationsvereinbarungen“ bezeichnet, werden beiderseitig freiwillig geleistet, gelten dann allerdings als verbindlich. Die Verbindlichkeit setzt voraus, dass die notwendigen Förderangebote vor Ort vorhanden und zugänglich sind.
Das Bundesamt für Migration und Flüchtlinge (BAMF) ist für die Konzeption und die Begleitung der Durchführung der Migrationsberatung verantwortlich, mit der Durchführung selbst werden insbesondere die Spitzenverbände der Freien Wohlfahrtspflege beauftragt.
Beauftragt sind: Arbeiterwohlfahrt (AWO), Deutscher Caritasverband (DCV), Diakonie Deutschland – Evangelischer Bundesverband, Deutscher Paritätischer Wohlfahrtsverband (DPWV), Deutsches Rotes Kreuz (DRK), Zentralwohlfahrtsstelle der Juden in Deutschland e. V. (ZWST), Bund der Vertriebenen (BdV) – (Stand: 2015).
Rechtsgrundlage der Migrationsberatung ist das Aufenthaltsgesetz (§ 75 Nr. 9, § 45 Satz 1).
Die Migrationsberatung für erwachsene Zuwanderer ist ein Teil der Migrationssozialarbeit (auch migrationsbezogene Soziale Arbeit oder auch Soziale Arbeit mit Migranten genannt). Diese entstand in Deutschland erst in der Nachkriegszeit, schrittweise und in einem engen Zusammenhang mit Migrationsbewegungen und -politiken. Zu den Migrationsbewegungen der Nachkriegszeit zählen insbesondere der Zuzug von Heimatvertriebenen, von Arbeitsmigranten aufgrund der Anwerbepolitik und der EU-Osterweiterungen, von (Spät-)Aussiedlern und von Flüchtlingen.
Der Etat für die Migrationsberatung betrug 2023 81 Millionen Euro und sollte nach Plänen der Bundesregierung für 2024 zunächst trotz Rekordzuwanderung um ein Drittel auf 57 Millionen Euro gekürzt werden. 2024 betrug der Etat letztendlich 77,5 Millionen Euro. Zwischen 2017 und 2024 nahmen im Schnitt über 300.000 Menschen bundesweit das Angebot in Anspruch.